# Słońce nad Gudhjem

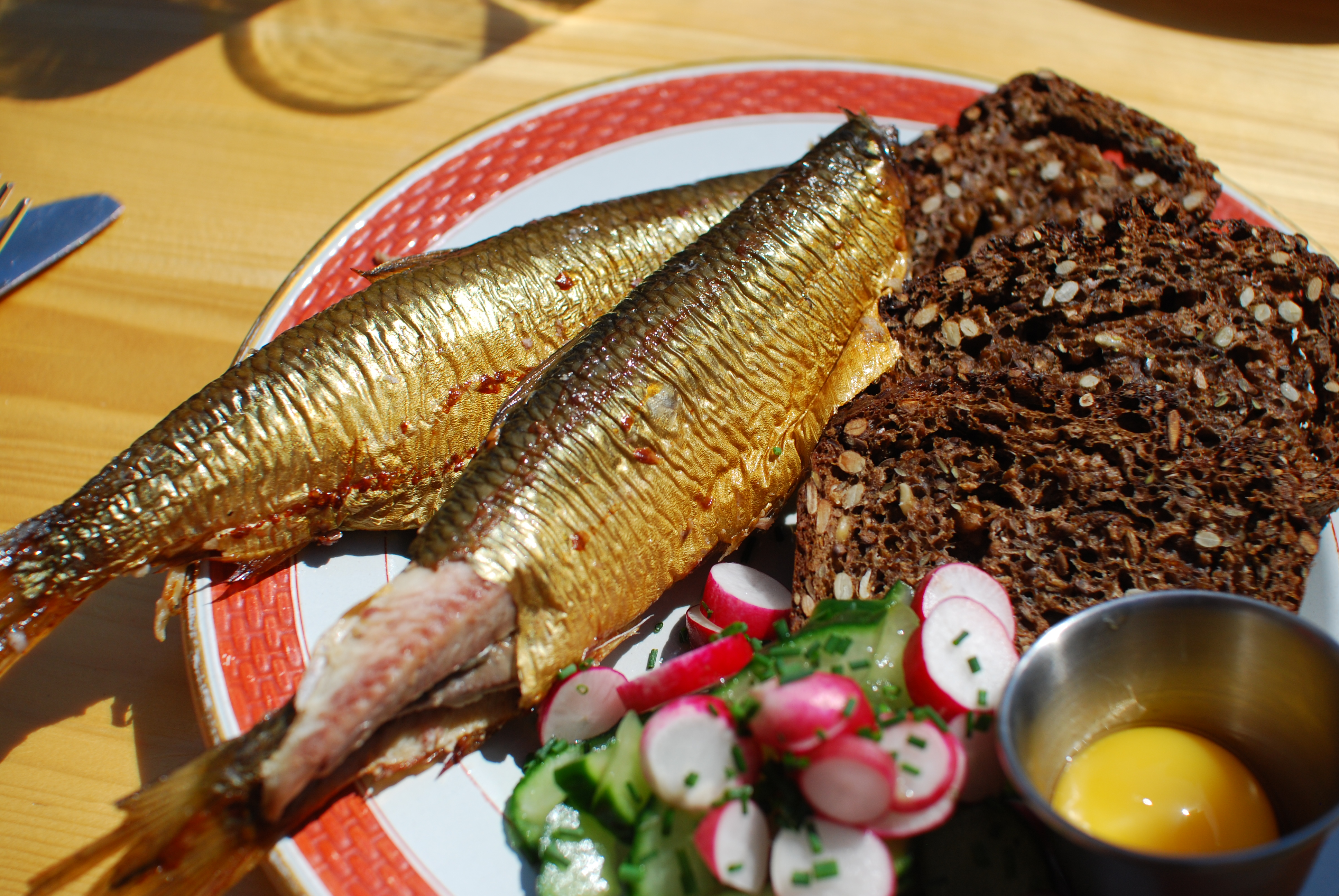
Słońce nad Gudhjem

Słońce nad Gudhjem (dun. Sol over Gudhjem, także: Słońce nad Bornholmem) – duńska kanapka, odmiana smørrebrød.
Na kromce ciemnego żytniego chleba zwanego rugbrød, posmarowanej duńskim masłem, układa się filet z wędzonego na gorąco śledzia, rzodkiewkę, posypuje się szczypiorkiem, a na środku umieszcza się surowe żółtko jajka kurzego, często w krążku cebuli. Jako dodatek serwowana może być sałatka ziemniaczana i piwo.